# Manuel de Azevedo Fortes
Manuel de Azevedo Fortes (1660 — 1749) foi um engenheiro militar português. 

## Biografia
Teve a sua formação técnica em outros países europeus, regressando bastante acreditado a Portugal, o que lhe valeu uma cadeira de Matemática na Academia Militar da Fortificação portuguesa em 1695 e, posteriormente, o cargo de engenheiro-mor do Reino. 
A introdução de convenções no desenho técnico e a respectiva padronização dos códigos em tratados só ocorreu na Europa no século XVII. Manuel de Azevedo Fortes é considerado o responsável pela sua divulgação em Portugal, já no século XVIII, ao abordar pela primeira vez as questões referentes aos instrumentos e métodos empregados nos levantamentos de campo, assim como sobre os instrumentos, convenções e códigos empregados na elaboração dos desenhos, nas obras "Tratado do modo o mais fácil de fazer as cartas geograficas..." (1722) e "O Engenheiro Portuguez" (1729). As suas fontes foram essencialmente os tratados franceses de Jacques Ozanam, "Methode de lever les plans et les cartes, de terre et de mer, avec toutes sortes d'Instrumens, & sans Instrumens" (1693), do padre jesuíta Claude François Milliet Dechalles e do mesmo Jacques Ozamam "Les Élémens d’Euclide" (2ª edição, 1653), do engenheiro do rei de França,  Nicolas Buchotte, "Les Règles du dessein et du lavis..." (1722), e acredita-se que de Jean-Louis Naudin "L'Ingénieur français..." (1696).
Publicou ainda a obra "Lógica racional, geométrica e analítica" (Lisboa, 1744), obra que apresenta vários aspectos originais em português, trazendo concepções da então moderna filosofia, apresentando questões da álgebra e constituindo-se em uma das pioneiras a tratar da geometria.